# Roberto Leitao
Roberto Cláudio Leitao Neves Filho (* 6. února 1965) je bývalý brazilský zápasník. V roce 1988 na olympijských hrách v Soulu startoval v kategorii do 90 kg jak v zápase řecko-římském, kde vypadl ve třetím kole, tak ve volném stylu, kde vypadl ve druhém. V roce 1992 v Barceloně ve volném stylu v kategorii do 82 kg vypadl ve druhém kole.